# Dietrich Knorr
Dietrich Knorr (Dessau, 1912. február 13. – Vizcayai-öböl, 1982. 1940. augusztus 20.) német tengeralattjáró-kapitány volt a második világháborúban. Hat hajót (31 020 brt) süllyesztett el.

## Pályafutása
Dietrich Knorr 1931. április 1-jén, tiszjelöltként csatlakozott a német haditengerészethez. 1937-ben az U–10-en, 1938-1939-ben az U–16-on szolgált. Első tengeralattjáróját, az U–53-at 1939. június 24-én vette át, majd augusztusban az U–51 parancsnoka lett. Első őrjáratára 1940. január 17-én futott ki tengeralattjárójával. Négy harci küldetésén 108 napot töltött a tengeren. 1940. augusztus 20-án franciaországi kikötőjébe tartott, amikor Nantes-tól nyugatra az HMS Cachalot tengeralattjáró torpedóval elsüllyesztette az U–51-et. Dietrich Knorr és a teljes legénység meghalt.

## Összegzés
| Hajója | Parancsnoki szolgálata                 | Őrjáratok száma | Őrjáratok hossza (nap) | Eltalált hajók száma | Eltalált hajók vízkiszorítása (brt) |
| ------ | -------------------------------------- | --------------- | ---------------------- | -------------------- | ----------------------------------- |
| U–53   | 19439. június 24. – 1939. augusztus    | 0               | 0                      | 0                    | 0                                   |
| U–51   | 1940. január 15. – 1940. augusztus 20. | 4               | 108                    | 6                    | 31 020                              |

## Elsüllyesztett és megrongált hajók
| Búvárhajó | Dátum               | Hajó neve              | Nemzetisége        | Vízkiszorítása (Brt |
| --------- | ------------------- | ---------------------- | ------------------ | ------------------- |
| U–51      | 1940. január 22.    | Gothia                 | Svédország         | 1640                |
| U–51      | 1940. január 29.    | Eika                   | Norvégia           | 1503                |
| U–51      | 1940. június 25.    | Windsorwood            | Egyesült Királyság | 5395                |
| U–51      | 1940. június 25.    | Saranac                | Egyesült Királyság | 12 049              |
| U–51      | 1940. június 29.    | HMS Willamette Valley* | Egyesült Királyság | 4724                |
| U–51      | 1940. augusztus 15. | Sylvafiels             | Egyesült Királyság | 5709                |

* Haditengerészeti segédhajó